# Castiliaanse erebia
De Castiliaanse erebia (Erebia zapateri) is een vlinder uit de onderfamilie Satyrinae van de familie Nymphalidae, de vossen, parelmoervlinders en weerschijnvlinders.
De Castiliaanse erebia komt voor in het oosten van de Spanje in de omgeving van Teruel, Cuenca en Guadalajara. De vlinder vliegt op hoogtes van 1000 tot 1600 meter boven zeeniveau. De soort leeft op open plekken en plekjes in naaldbossen.
De vlinder heeft een voorvleugellengte van 19 tot 23 millimeter. De soort vliegt in een jaarlijkse generatie in juli en augustus.
De waardplanten van de Castiliaanse erebia zijn soorten Poa en Festuca. De volwassen dieren voeden zich met nectar uit met name tijmplanten. De soort overwintert als rups.